# Вільська колонія
Вільська колонія (рос. Вильская еврейская колония) — колишня колонія у Пулинській волості Житомирського повіту Волинської губернії.

## Населення
У 1898 році в колонії проживало 176 особи, у 1906 році — 552 жителі, дворів — 28.

## Історія
Єврейська землеробська колонія, заснована у 1848 році на надільних землях. У 1898 році було там 44 десятини землі.
У 1906 році — колонія Пулинської волості (2-го стану) Житомирського повіту Волинської губернії. Відстань до губернського та повітового центру, м. Житомир, становила 13 верст, від волосного центру, містечка Пулини — 22 версти. Найближче поштово-телеграфне відділення розміщувалося на станції Рудня.
Об'єднана із с. Вільськ.